# La Hague
La Hague é uma comuna francesa na região administrativa da Normandia, no departamento da Mancha. Estende-se por uma área de 148,68 km². Em 2010 a comuna tinha 11 723 habitantes (densidade: 78,8 hab./km²).
A municipalidade foi estabelecida em 1 de janeiro de 2017 e consiste na fusão das antigas comunas de Beaumont-Hague, Acqueville, Auderville, Biville, Branville-Hague, Digulleville, Éculleville, Flottemanville-Hague, Gréville-Hague, Herqueville, Jobourg, Omonville-la-Petite, Omonville-la-Rogue, Sainte-Croix-Hague, Saint-Germain-des-Vaux, Tonneville, Urville-Nacqueville, Vasteville e Vauville. A comuna tem sua prefeitura em Beaumont-Hague.